# Miles Crawford Burkitt
Miles Crawford Burkitt (27 de diciembre de 1890–22 de agosto de 1971) fue un arqueólogo y prehistoriador británico, conocido por sus trabajos, principalmente sobre la Edad de Piedra, en Europa, Asia y especialmente África, donde fue uno de los pioneros de la Edad de Piedra en Arqueología Africana. Fue el primer profesor de Arqueología Prehistórica de la Universidad de Cambridge.

## Trayectoria
Se educó en el Eton College y en el Trinity College de Cambridge, donde estudió Ciencias Naturales y tuvo como profesor a Thomas McKenny Hughes. Excavó en Francia y España con Abad Henri Breuil y Hugo Obermaier, y sirvió con la YMCA en Francia durante la Primera Guerra Mundial. Dio clases en Cambridge de arqueología prehistórica, al principio de forma voluntaria, y finalmente como profesor universitario en la Facultad de Arqueología y Antropología.
En 1921 escribió Prehistoria: Un estudio de las primeras culturas de Europa y la cuenca mediterránea, para proporcionar a los estudiantes una introducción general a las sociedades prehistóricas. En él se analizan las diversas civilizaciones primitivas de Europa y el norte de África, teniendo en cuenta perspectivas tanto históricas como geológicas.
Se jubiló en 1958. Durante la Segunda Guerra Mundial, Burkitt fue teniente (oficial de señales) de la 4ª Guardia Nacional de Cambridgeshire (1941-1945). Fue nombrado J.P. en 1942, y fue Concejal del Condado, 1939-1964, terminando su mandato como Vicepresidente, 1958-1961, y Presidente, 1961-1964. Fue sheriff de Cambridgeshire y Huntingdonshire en 1960. También fue concejal entre 1964 y 1965. Burkitt viajó mucho y publicó libros y artículos sobre la Edad de Piedra y el arte prehistórico. En 1923 se casó con Margaret Isobel Fry. Tuvieron dos hijos y una hija. Murió el 22 de agosto de 1971.Y está enterrado en el cementerio de San Andrés y Santa María, iglesia parroquial de Grantchester. Forma parte del decanato de Cambridge Sur, en la diócesis de Ely.

## Libros
Prehistoria: A Study of Early Cultures in Europe and the Mediterranean Basin originalmente de 1921, fue reeditado por Cambridge University Press en 2012.
Otros libros incluyen:
- Our Forerunners (1923), obra de divulgación para la serie Home University Library of Modern Knowledge.[6]
- Our Early Ancestors: An Introductory Study of Mesolithic, Neolithic and Copper Age Cultures in Europe and Adjacent Regions (1926)[7]
- South Africa's Past in Stone and Paint (1928)[8]
- The Old Stone Age - A Study of Palaeolithic Times (1933)